# Ramekin

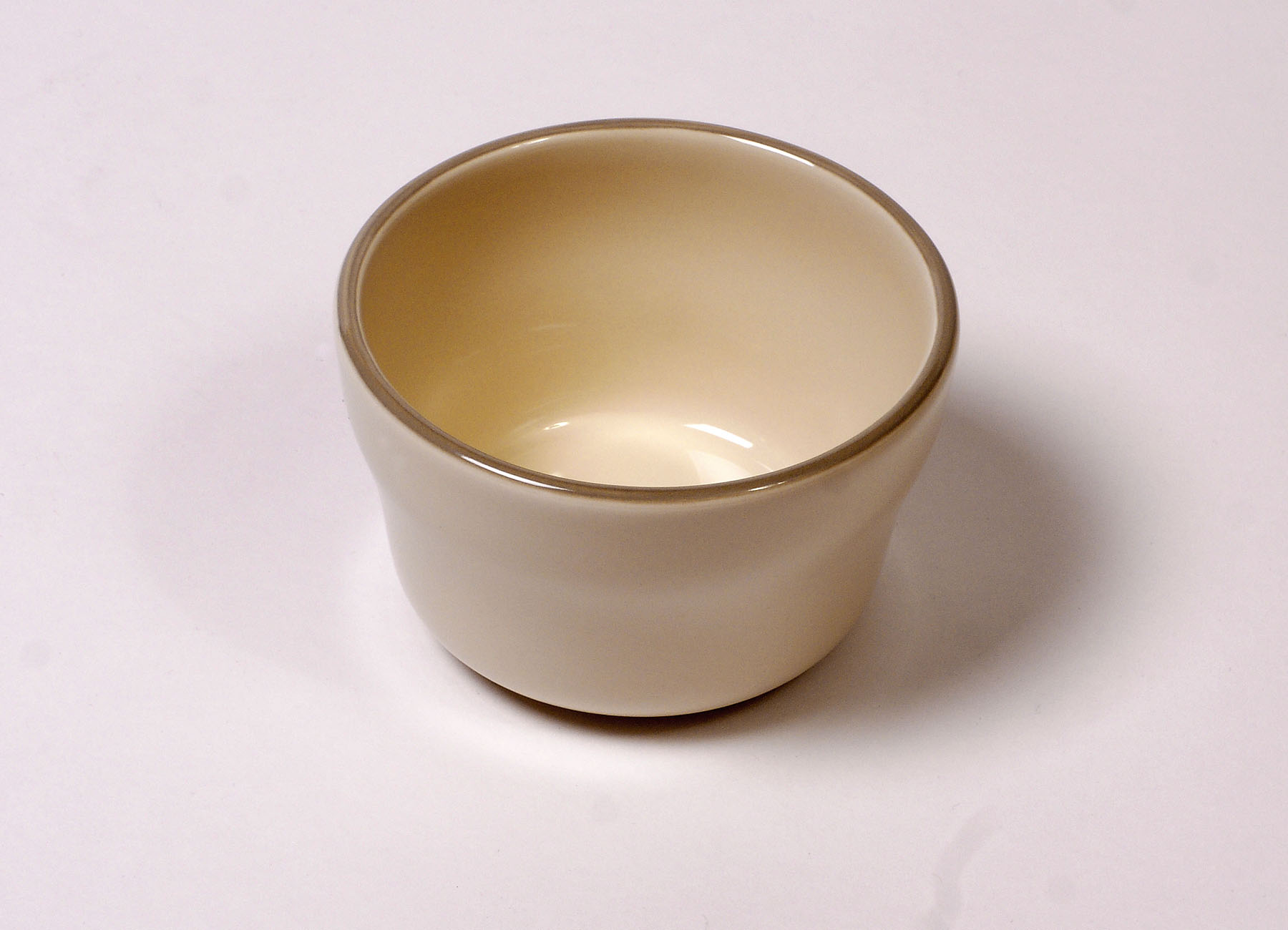
Ramekin

Ramekin je malé nádobí používané pro kulinářské účely.

## Název
Název je odvozen z raně novověkého holandského rammeken.

## Použití
Tradiční je kruhová mísa se stranami kolmými ke dnu a s vnějším drážkováním, ramekiny lze také nalézt v nových tvarech, jako jsou květiny, srdce a hvězdy.
Ramekiny jsou obvykle navrženy tak, aby odolávaly vysokým teplotám, protože se často používají v troubách nebo, v případě crème brûlée, jsou vystaveny plameni hořáku.